# Johann Peter Eckermann

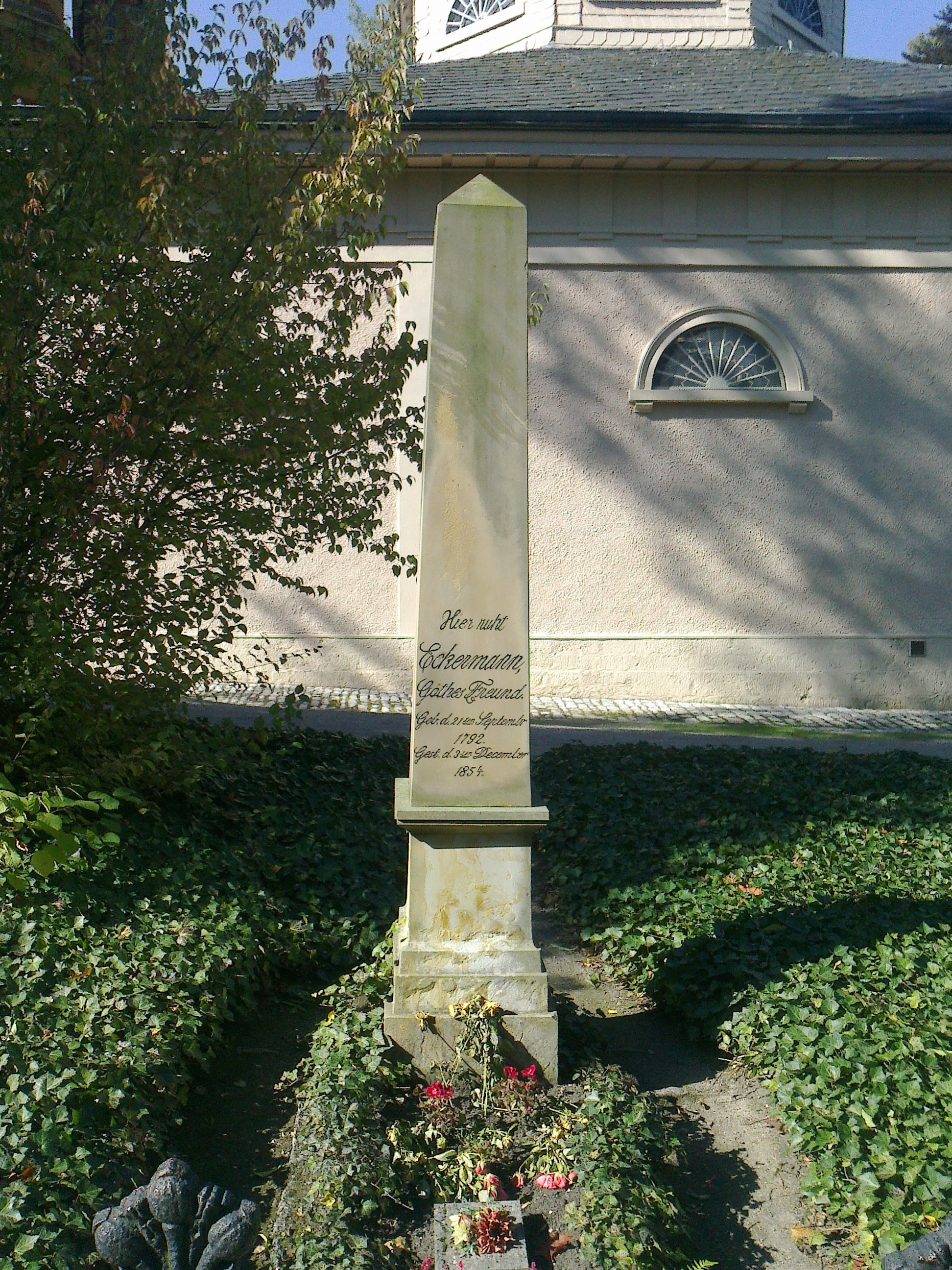
Eckermannův hrob ve Výmaru.

Johann Peter Eckermann (21. září 1792, Winsen – 3. prosince 1854, Výmar) byl německý básník a blízký důvěrník Johanna Wolfganga Goetha. Je znám hlavně svými biografickými Rozhovory s Goethem (1836–1848).

## Život
Narodil se 21. září 1792 v chudé rodině ve Winsenu nedaleko Hamburku. Jak sám popisuje, vyrůstal v bídě a do školy chodil jen sporadicky. Měl ale štěstí, když si vlivní lidé v jeho rodném městě všimli jeho nadprůměrných schopností. Mladého Eckermanna podporovali a ten v letech 1808–1813 pracoval na různých úřednických místech.
Poté, co dobrovolně bojoval v osvobozenecké válce proti Francii (1813–1814), odešel do Hannoveru, aby se vyškolil u malíře Ramberga. Nemoc a nedostatek peněz jej ale po krátké době donutily tento plán opustit a znovu přijmout práci ve státní správě. Uvědomoval si, že mu chybí vzdělání, navštěvoval tedy v Hannoveru gymnázium a věnoval se horlivě studiu literatury. Zvláště Goethovo dílo na něj hluboce zapůsobilo.
Po krátkém studiu na gymnáziu se Eckermann pokusil studovat práva a filologii na univerzitě v Göttingenu, ale brzy musel studia přerušit pro nedostatek peněz. V roce 1822 se přestěhoval do Empelde poblíž Hannoveru. Inspirován velkými vzory, začal sám psát verše. Napsal také soubor pojednání Příspěvky k poesii, se zvláštním odkazem na Goetha (Beiträge zur Poesie mit besonderer Hinweisung auf Goethe) a rukopis poslal Goethovi do Výmaru.
Odezva z Výmaru byla kladná a Eckermann 10. června 1823 navštívil Goetha (jemuž tehdy bylo téměř 74 let). Goethe mladého muže přijal vlídně a postupně mu svěřil redigování svých poznámek a rukopisů, jakož i přípravu sebraných děl pro velké vydání poslední ruky.

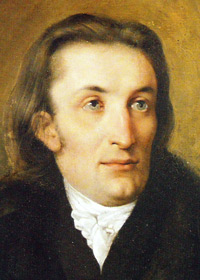
Johann Peter Eckermann

Eckermann se nestal Goethovým sekretářem, ale pracoval pro něj v nezávazném a neplaceném vztahu. Pět let po Goethově smrti píše Eckermann nakladateli Brockhausovi: „Můj poměr ke Goethovi nebyl ničím jiným než vztahem žáka a spolupracovníka. A tento vztah mi přišel dost draho, neboť jsem celý ten čas žil na své vlastní útraty a jen občas se mi dostávalo potěšení, že jsem s ním pojedl a byl pozván do jeho společnosti, a pak byl ovšem duchovní zisk veliký.“
Ani ve Výmaru Eckermanna neopustily finanční potíže. Goethe se postaral, aby již zmíněné Příspěvky k poesii byly vydány a autor dostal dobrý honorář, a navíc našel Eckermannovi placené pracovní příležitosti, například jako učitel knížete Karla Alexandra, a v roce 1825 zařídil, aby Eckermann získal hodnost doktora na univerzitě v Jeně. I tak se ale Eckermann těžce protloukal, a to i proto, že práce pro Goetha byla často velmi časově náročná. Goethova důvěra v Eckermannovu spolehlivost byla tak velká, že jej požádal, aby v srpnu 1830 doprovázel labilního syna Augusta na jeho cestu do Itálie. August na této cestě onemocněl a zemřel, Eckermann se vrátil do Výmaru a pokračoval ve spolupráci s Goethem až do jeho smrti 22. března 1832.
Eckermannovi Goethe svěřil redakci jeho děl z pozůstalosti (1832–1833). Eckermann také edičně připravil (spolu s Friedrichem W. Riemerem) (1774–1845) úplné vydání děl Goetha ve 40 svazcích (1839–1840).
Až v roce 1831 si Eckermann vzal svou dávnou snoubenku Joan Bertramovou. Zemřela v dubnu 1834 krátce po narození syna Karla, jenž se později stal uznávaným malířem.
Roku 1836 Eckermann vydal Rozhovory s Goethem, dodnes oceňované, do mnoha jazyků přeložené dílo, a o dva roky později publikoval další svazek poezie, ale příjmy z knih byl nízké a Eckermann nadále trpěl nouzí.
Dne 3. prosince 1854 Eckermann zemřel. Eckermannův bývalý žák, později velkovévoda Karl Alexander, zařídil důstojný pohřeb v bezprostřední blízkosti místa posledního odpočinku Goetha na historickém hřbitově ve Výmaru.

## Rozhovory s Goethem
V knize Rozhovory s Goethem (Gespräche mit Goethe) Eckermann zaznamenal hovory s Johannem Wolfgangem Goethem během posledních devíti let básníkova života. Dílo bylo poprvé vydáno v roce 1836 a podstatně rozšířeno v roce 1848. Eckermann vložil do díla i hodně autobiografického materiálu a jasně uvádí, že jeho „rozhovory“ nejsou doslovné přepisy, ale rekonstrukce na základě vzpomínky. Eckermann vydal knihu v době, kdy Goethova popularita v Německu začínala klesat, a kniha se zde nejprve prodávala špatně. Postupně se však stala populární v zahraničí a následně sehrála důležitou roli v oživení zájmu o Goetha a ocenění jeho díla jak v Německu, tak po celém světě.